# Абданк II
Абданк II (Маховські, пол. Abdank II, Machowski) — шляхетський герб, різновид герба Абданк.

## Опис герба
Опис згідно з класичними правилами бланзування: В червоному полі срібна ленкавиця. Клейнод: пів золотого лева вправо, що тримає в лапах ленкавицю. Намет червоний, підбитий сріблом.

## Найбільш ранні згадки
XV століття. Лева в клейноді отримав Миколай Маховський від імператора Священної Римської імперії

## Роди
Два гербових роди:
- Маховські
- Хмельницькі

### Відомі власники
- Себастьян Маховський